# Gare d’Égletons
Gare d’Égletons – stacja kolejowa w miejscowości Égletons, w departamencie Corrèze, w regionie Nowa Akwitania, we Francji. Jest zarządzana przez SNCF i obsługiwana przez pociągi TER Nouvelle-Aquitaine.

## Położenie
Znajduje się na linii Tulle – Meymac, na km 632,335 między stacjami Montaignac-Saint-Hippolyte i Meymac, na wysokości 591 m n.p.m.

## Linie kolejowe
- Linia Tulle – Meymac